# Amintiri din casa morților

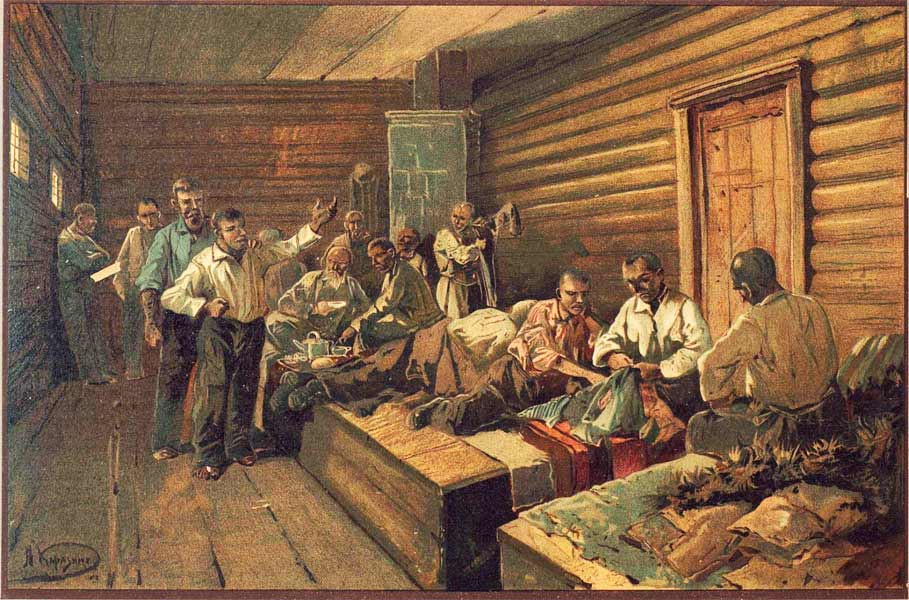
Ilustrație de Nikolai Karazin (1893) pentru romanul Amintiri din casa morților

Amintiri din casa morților (în rusă Записки из Мёртвого дома) este un roman semi-autobiografic al scriitorului rus Feodor Mihailovici Dostoievski publicat mai întâi parțial în revista Ruskii Mir (Руский Мир) în 1860 - 1861 și integral în revista Vremea (Времья) în 1861 - 1862.

## Rezumat
Acțiunea relatează viața prizonierilor deportați în Siberia, pornind de la experiența proprie a autorului, de condamnat la 10 ani de muncă silnică. Romanul prezintă, prin ochii lui  Alexandr Petrovici Goriancikov, un nobil din Rusia Centrală, condamnat și el la 10 ani de detenție, ororile închisorilor din Siberia, barbaria și brutalitatea paznicilor și bestialitatea unor prizonieri în stare de cele mai groaznice crime. În acest infern, există însă și suflete curate, capabile să se ridice deasupra mizeriei și a degradării. O concluzie a operei ar fi că existența închisorilor este un fapt tragic atât pentru prizonieri, cât și pentru Rusia.

## Legături externe
- Compare English translations of The House of the Dead at the Wayback Machine
- Full text of The House of the Dead in the original Russian
- Full text of The House of the Dead in English at the Internet Archive
- The House of the Dead la Proiectul Gutenberg
- The House of the Dead carte audio din domeniul public la LibriVox